# Paul Chabas
Pour les articles homonymes, voir Chabas.
Paul Émile Chabas, né le 7 mars 1869 à Nantes et mort le 10 mai 1937 à Paris 17e, est un peintre et illustrateur français, spécialisé dans le portrait et le nu féminin.

## Biographie
Paul Chabas est l'enfant de Charles Oscar Chabas, négociant en draps à Nantes, et de son épouse née Marguerite Loïsa Ferrus (qui se remariera avec Charles Leduc), naît à Nantes dans une famille de commerçants drapiers cultivés ; son père, peintre amateur, encourage la vocation artistique de ses deux fils Maurice et Paul, tandis que leur frère aîné, Charles, reprendra l'affaire de commerce familial, le magasin à l'enseigne Le Rat goutteux situé dans le quartier du Bouffay, à l'angle du cours des 50-Otages et de la rue de la Barillerie. Il est le neveu de François Chabas.
Il fait ses études au lycée Georges-Clemenceau.
Sous Napoléon Ier, le capitaine Chabas a trois fils, François, Frédéric et Oscar. François devient un célèbre égyptologue ; une salle porte son nom au département des antiquités égyptiennes du musée du Caire. Frédéric, le deuxième fils, aime la recherche comme son frère et devient ingénieur en chef des Ponts et Chaussées et des Domaines. Le troisième est obligé de reprendre la maison de commerce paternelle à Nantes, « Le Rat goutteux ». Créée par M. Chabas, marchand drapier, elle est signalée par une enseigne parlante en fer forgé qui remonte à 1798. Paul Chabas naît au sein d’une famille cultivée et érudite. Son père, Oscar, épouse Marguerite Ferrus, de onze ans sa cadette. Ils ont trois fils, Paul Chabas étant le dernier de la fratrie. Il fait ses études au lycée de Nantes et à cette époque il songe à entrer dans la Marine de guerre, mais continue à dessiner. Le fils aîné reprend la maison de commerce mais les deux autres, Maurice et Paul, entrent très jeunes à l’Académie Julian, rue du Dragon à Paris. Le père se rend à Paris pour l’instruction artistique de ses deux fils. Ils habitent place Saint-Michel et ensuite, vers 1886, juste après le décès du peintre Paul Baudry, ils louent son appartement et l’atelier y attenant.
Paul Chabas est formé à l'Académie Julian entre 1883 et 1887. Il est l'élève de William Bouguereau et de Tony Robert-Fleury. Dès 1885, Paul Chabas expose au Salon des artistes français. Il va y présenter ses œuvres de manière constante tout au long de sa carrière d’artiste. Ses sujets préférés sont des nus subtilement érotiques et peint également de très nombreux portraits. Le travail de Paul Chabas est rapidement reconnu. Il obtient une mention honorable en 1892 avec Portrait de la femme de l’artiste (Limoux, Musée Petiet), une médaille de 3e classe en 1895 pour sa toile Chez Alphonse Lemerre à Ville-d’Avray, une médaille 2e classe en 1896 pour le tableau Derniers rayons et le prix national du Salon en 1899 pour l’œuvre Joyeux ébats (musée d'Arts de Nantes). L’obtention de ce prix lui donne accès à une bourse d’études qui lui permet de voyager deux ans à l’étranger, de l’Italie à la Grèce, de la Turquie à l’Algérie et à la Norvège. Durant son voyage en Grèce, il obtient la commande du portrait de la fille aînée du ministre de France, le comte d’Ormesson et celui d’une princesse royale.
En 1890, Paul Chabas se marie avec la fille d’un journaliste réputé à l’époque, Robert Mitchell, dont il a réalisé le portrait (collection particulière). Il côtoie la bourgeoisie parisienne et va vivre une grande partie de sa vie à Paris. La peinture de Paul Chabas s'inscrit dans le courant de l'art académique.
Dans les années 1890, Chabas illustre quelques livres dus à des auteurs comme Paul Bourget et Alfred de Musset.
Paul Chabas est également un homme dont la carrière est couronnée par les honneurs civils. Dès 1902, il est nommé chevalier de la Légion d’honneur. Il est la suite promu officier de cet ordre en 1913 puis commandeur en 1928. Mais sa reconnaissance ne s’arrête pas à ces récompenses. À partir de 1921 et jusqu’en 1937, il prend la place de Luc-Olivier Merson au poste de directeur de l’Institut de France. Il devient dans la foulée président de la Société des artistes français de 1926 à 1936 et succède ainsi à ses deux maîtres de l’Académie Julian, William Bouguereau et Tony Robert-Fleury, qui ont déjà occupé cette fonction.
Il préside le jury de Miss France 1931, 1932, 1933 et 1934, 1935 ainsi que de Miss Europe 1931.
Paul Chabas meurt le 10 mai 1937 à Paris, dans son hôtel particulier au 23, boulevard Berthier. Son éloge funèbre est prononcé par Henri Le Sidaner, qui prend sa succession à la présidence de l'Institut de France.

## Distinctions
- Commandeur de la Légion d'honneur (1928)

## Quelques œuvres

### Chez Alphonse Lemerre à Ville-d'Avray(1895)

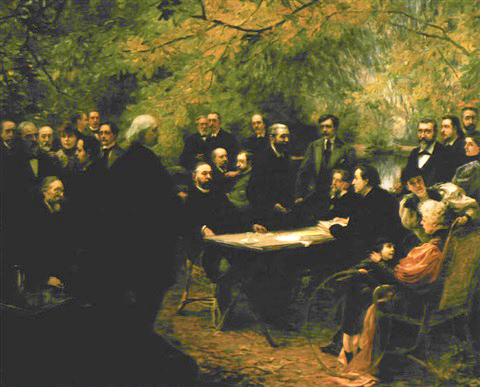
Chez Alphonse Lemerre, à Ville-d’Avray (Salon de 1895), localisation inconnue.

Ce tableau fut commandé par l’éditeur Alphonse Lemerre en 1893. Il représente de nombreux écrivains, notamment : Paul Arène, Paul Bourget, Jules Breton, Henri Cazalis, Jules Claretie, François Coppée, Alphonse Daudet,Léon Dierx, Auguste Dorchain, José-Maria de Heredia, Paul Hervieu, Georges Lafenestre, Alphonse Lemerre, Mme Lemerre, Mme Daniel Lesueur, Leconte de Lisle, Marcel Prévost, Henry Roujon, Sully-Prudhomme, André Theuriet.
Le tableau a pour cadre la propriété de l'éditeur parisien, achetée en 1875 aux enchères et ayant été la résidence d'été de Camille Corot. Ce tableau de grande dimension (285 × 338 cm) fut présenté au Salon des artistes français de 1895 ; plus récemment à l'Art Gallery of Hamilton d'Ontario aux États-Unis (en 1988-1990) puis vendu chez Christie's en 1997[réf. nécessaire].

### Matinée de septembre(1912)

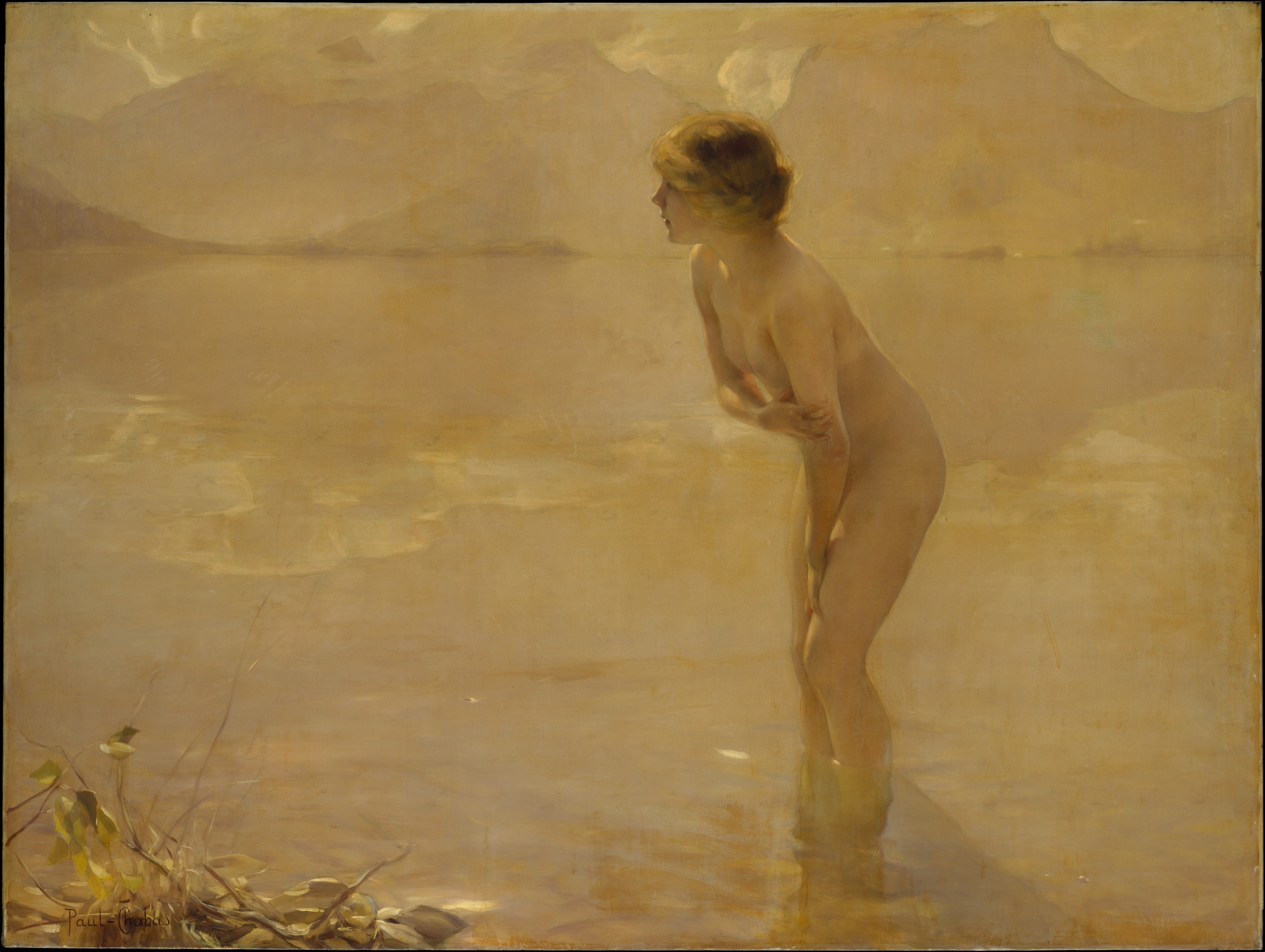
Matinée de septembre (1912), New York, Metropolitan Museum of Art.

Ce tableau représente une jeune femme nue frissonnant dans les eaux froides de septembre du lac d'Annecy en Haute-Savoie. Exposé au Salon de 1912, où il remporte une médaille d'honneur, ce tableau fit scandale l'année suivante aux États-Unis où il fut exposé à Chicago et à New York, ce qui lui assura un grand succès publicitaire,.
L'œuvre est entrée en 1957 dans les collections du Metropolitan Museum of Art de New York.

## Œuvres dans les collections publiques
Autriche
- Vienne, ambassade de France : Au crépuscule, ou La Baigneuse, vers 1905, huile sur toile, dépôt du musée d'Orsay[18],[19].

Brésil
- São Paulo, musée d'art de São Paulo :
  - Nymphe blonde, huile sur toile, 61,4 × 50,5 cm. Don Antonio Leite en 1949 ;
  - Sans titre (Portrait de femme), huile sur toile, 74 × 60,5 cm. Donation Antoinio Alves de Lima et Nelita Alves de Lima en 1995.

États-Unis
- New York, Metropolitan Museum of Art : Matinée de Septembre, Salon de 1912[20], huile sur toile, 163,8 × 216,5 cm.
- Washington, Smithsonian American Art Museum : Jeune fille, crayon sur papier, 36,8 × 33 cm

France
- Brissac-Quincé, château de Brissac : 
  - Portrait de May Schneider, 1925, classé au titre d'objet aux monuments historiques le 23 septembre 1986 ;
  - Portrait de Diane de Cossé-Brissac, 1922, huile sur toile, 125 × 77 cm, classé au titre d'objet aux monuments historiques le 23 septembre 1986.
- Le Havre, musée André Malraux : Jeune fille. Baigneuse[21].
- Limoux, Musée Petiet, Portrait de la femme de l’artiste, vers 1892, huile sur toile, 140 × 89 cm.
- Montauban, musée Ingres : Portrait d'Henry Lapauze, avant 1923[22].
- Mulhouse, musée des Beaux-Arts : Le Bain, Jeune naïade, huile sur toile, 73,7 × 60,3 cm.
- Nantes :
  - musée départemental Thomas-Dobrée : Portrait posthume de Thomas Dobrée, vers 1898, huile sur toile, 169,2 × 136,7 cm.
  - Musée des Beaux-Arts :
    - Portrait de Rogatien Levêque, 1897[23] ;
    - Portrait de Madame Merlant, vers 1925[24], huile sur toile, 101,2 × 83 cm ;
    - Joyeux ébats, 1899, huile sur toile, 202 × 388 cm. Salon des artistes français, 1899 (n° 405), Paris, exposition universelle décennale, 1900 (n°420) ;
    - Portrait de la générale Buat, huile sur toile, 68 × 68 cm. Legs de la générale Buat en 1963[23] ;
    - Portrait de Madame Puybaraud, huile sur carton, 24 × 16 cm Legs de Madame Puybaraud[23] ;
    - Portrait de Madame Claire Pavillon, 1900, huile sur toile, 203 × 128 cm[23] ;
    - Portrait du commandant de cavalerie Pavillon, 1900, huile sur toile, 203 × 128 cm[23].
- Paris :
  - Bibliothèque nationale de France, site Arsenal : Portrait de José-Maria de Heredia, 1895, huile sur toile, 60 × 50 cm. Don de Marie Régnier en 1944.
  - musée d'Orsay : Paul Arène, huile sur bois, étude, 55 × 46 cm.
  - Petit Palais : Premier bain, vers 1907, huile sur toile, 117 × 172 cm. Acquis par la Ville de Paris au Salon de la Société des artistes français de 1907 (n° 351)[25].
  - musée Carnavalet :
    - Portrait de Daniel Lesueur, vers 1895, huile sur toile. Don de Henry Lapauze en 1922 ;
    - Portrait de Daniel Lesueur,vers 1896, huile sur toile, 119 × 18 cm. Salon de la Société des artistes français, 1896, n° 419. Legs d'Henry Lapauze en 1925.

  - musée du Louvre :
    - Mer et rochers par temps clair, tempera sur papier chamois, 36,3 × 27 cm. Don de Paul Chabas en 1935 ;
    - La Calanque, tempera sur carton, 36,3 × 27 cm. Don de Paul Chabas en 1935 ;
    - Vague sur des rochers, papier chamois, tempera, 26 × 36,2 cm. Don de Paul Chabas en 1935.
- Tourcoing, MUba Eugène-Leroy : Le Coin de la table, 1904, huile sur toile.
- Versailles, musée national des châteaux de Versailles et de Trianon : 10 portraits d'écrivains, vers 1895, huiles sur toile, série d'esquisses pour Chez Alphonse Lemerre, à Ville-d’Avray.

Grèce
- Athènes, Pinacothèque nationale :
  - Portrait d'un homme, huile sur toile, 55 × 45,5 cm[26];
  - Femme assise, huile sur toile, 85,5 × 107 cm[27].

Œuvres de Paul Chabas
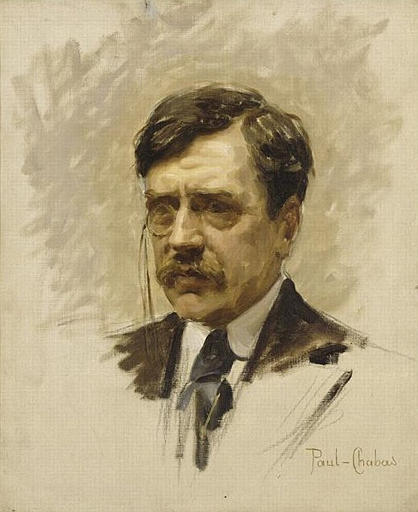
Portrait de Paul Bourget (1895), musée national des châteaux de Versailles et de Trianon.
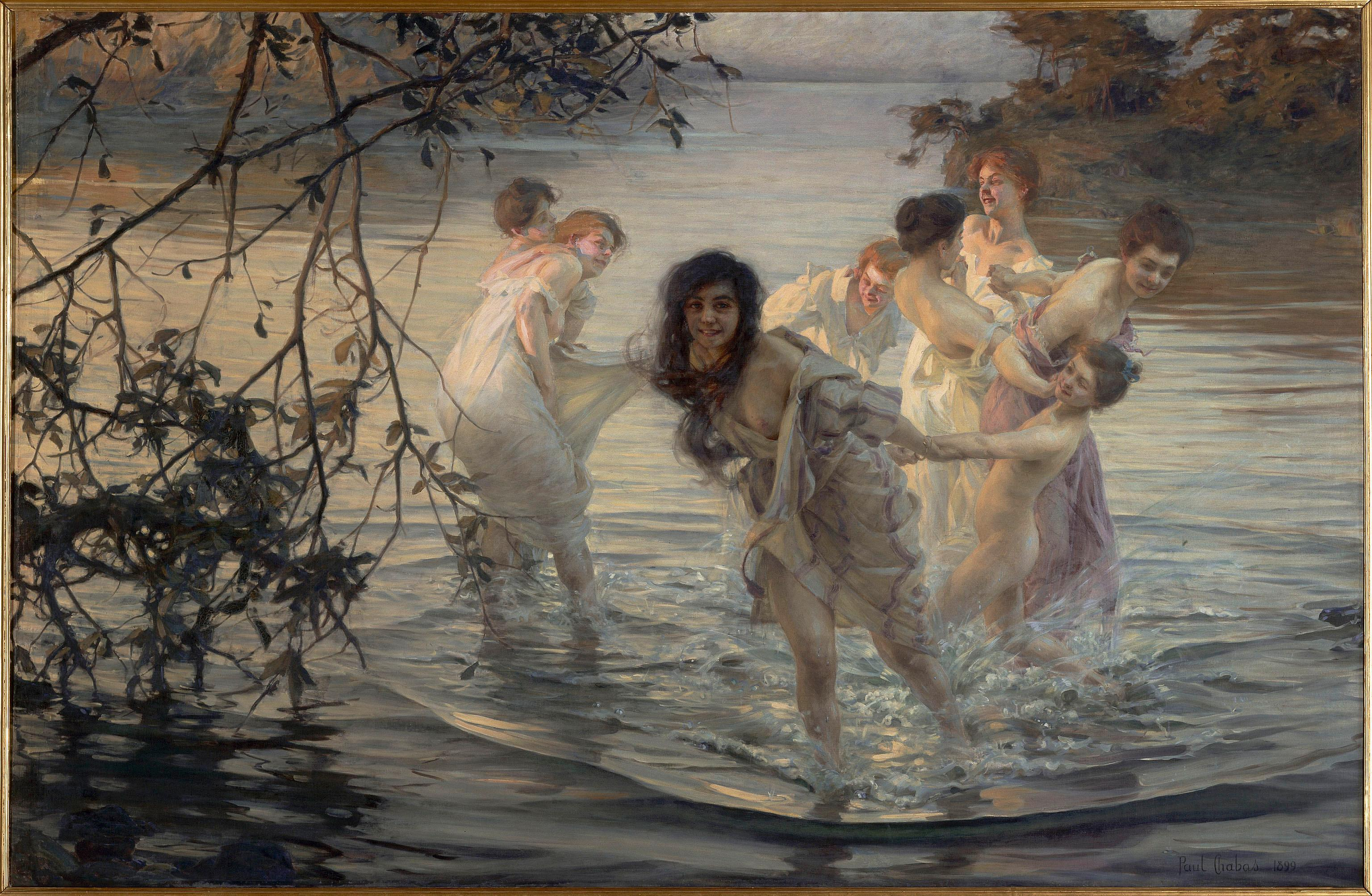
Joyeux ébats (Salon de 1899), Nantes, musée d'arts.
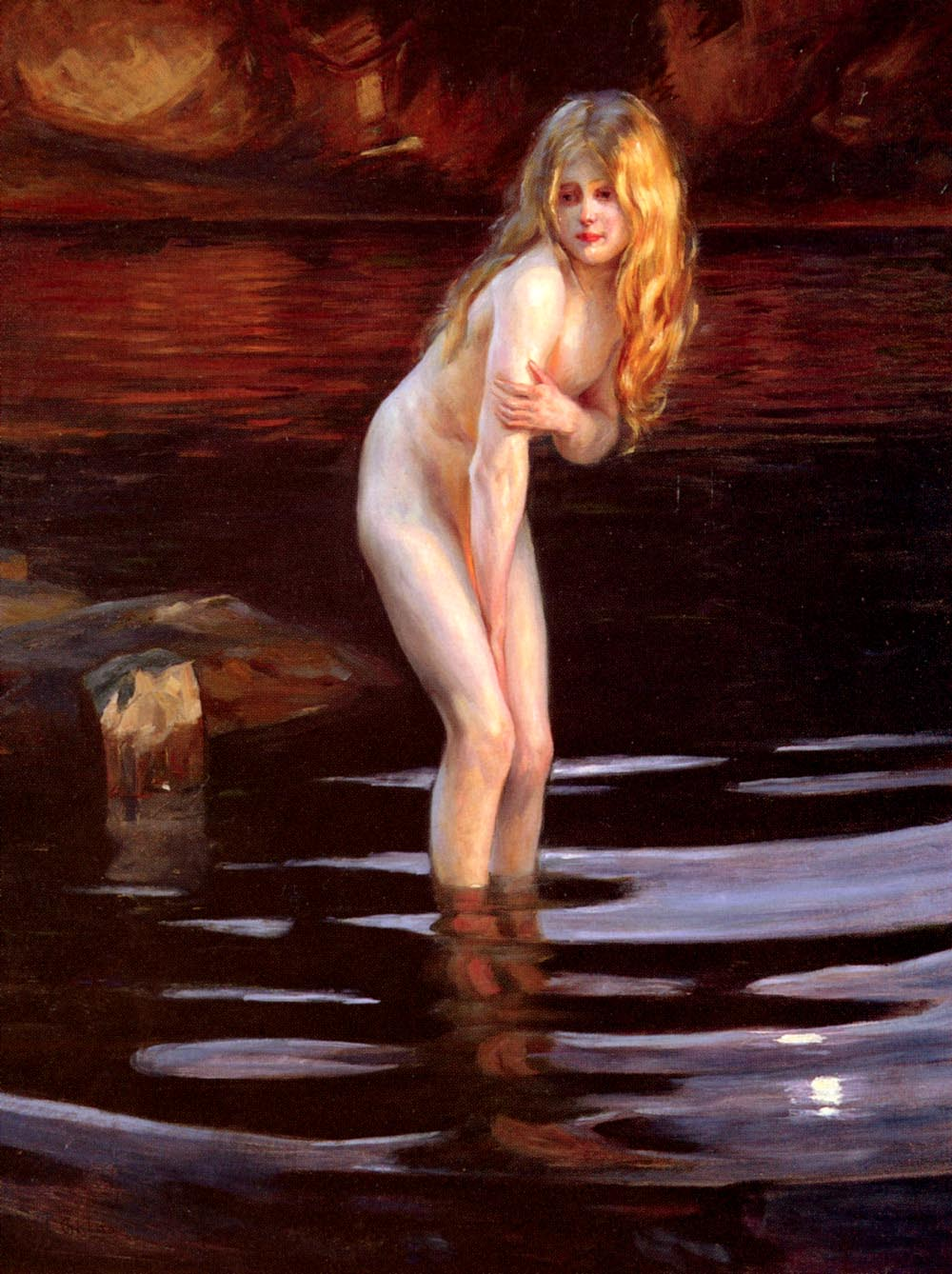
Au crépuscule (vers 1905), Vienne, ambassade de France.
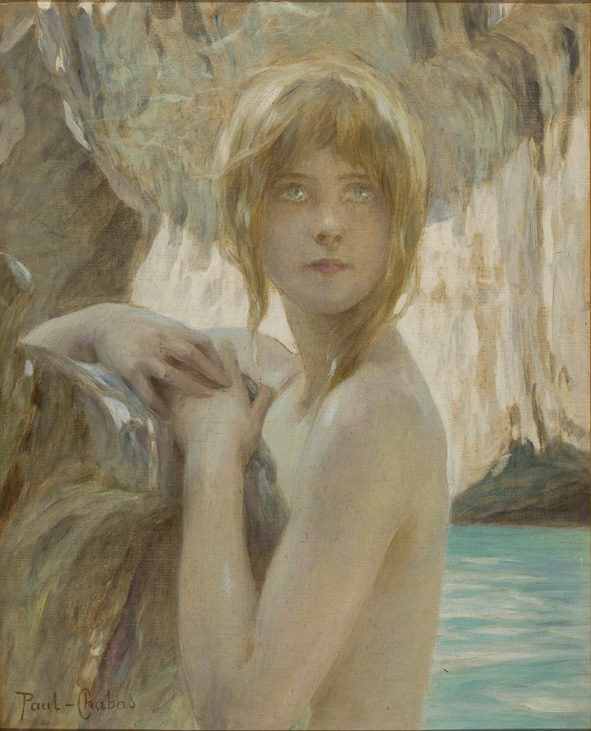
Nymphe blonde, musée d'art de São Paulo.
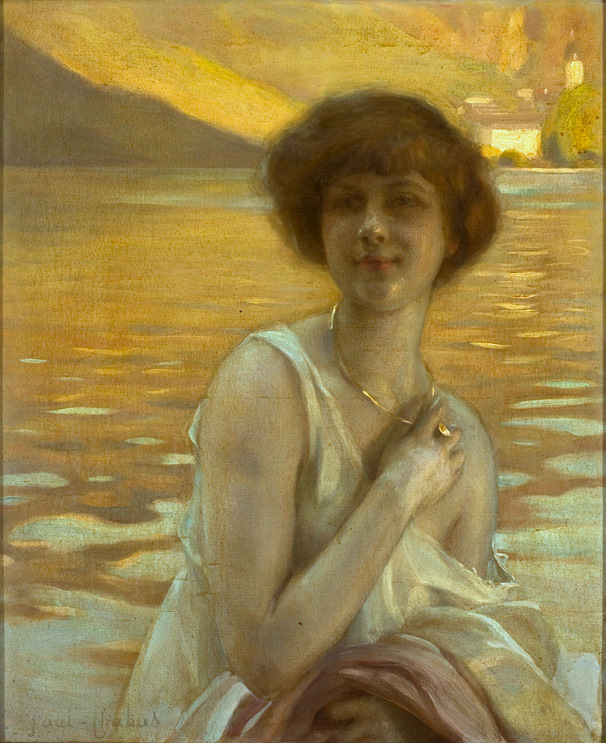
Portrait de femme, musée d'art de São Paulo.

Œuvres non localisées attribuées à Paul Chabas
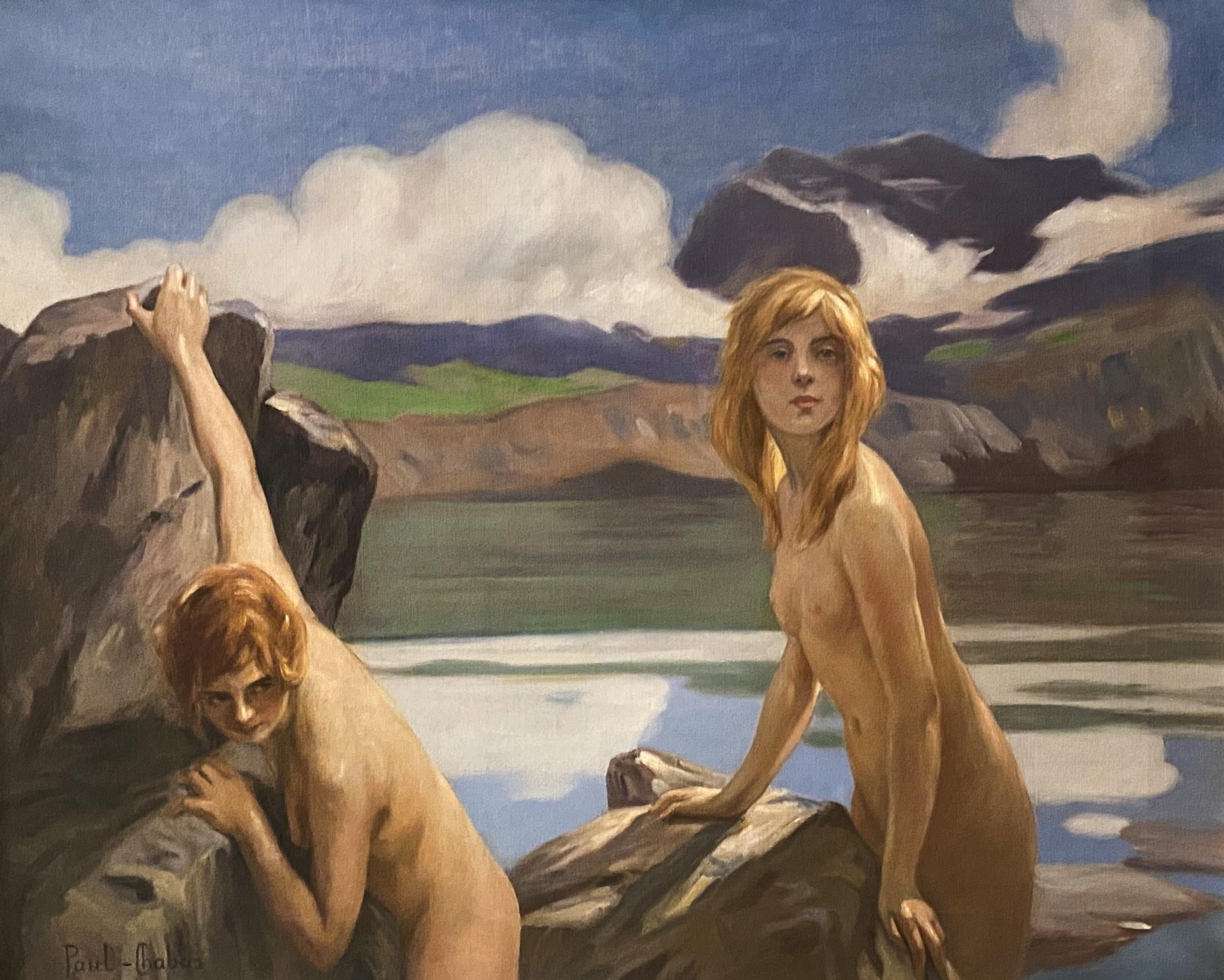
Deux baigneuses (1898).
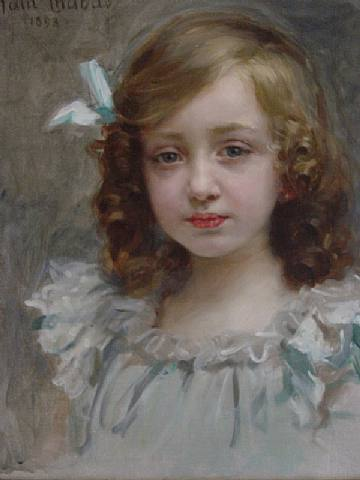
Portrait de fillette (1898).
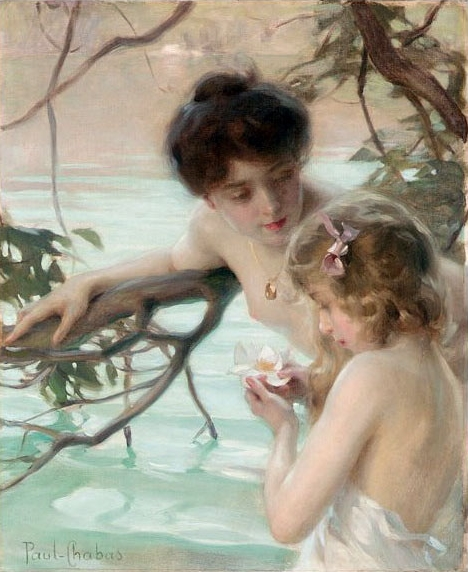
Mère et fille au bain.